# Stehelčeves
Stehelčeves är en ort i Tjeckien.   Den ligger i regionen Mellersta Böhmen, i den centrala delen av landet, 19 km nordväst om huvudstaden Prag. Stehelčeves ligger 274 meter över havet och antalet invånare är 527.
Terrängen runt Stehelčeves är lite kuperad. Runt Stehelčeves är det ganska tätbefolkat, med 80 invånare per kvadratkilometer. Närmaste större samhälle är Prag, 18,8 km sydost om Stehelčeves. Trakten runt Stehelčeves består till största delen av jordbruksmark.